# Công trình kiến trúc thế kỷ 20 của Frank Lloyd Wright
Công trình kiến trúc thế kỷ 20 của Frank Lloyd Wright là một Di sản thế giới được UNESCO công nhận bao gồm 8 công trình nằm khắp Hoa Kỳ được thiết kế bởi kiến trúc sư Frank Lloyd Wright. Những địa điểm này thể hiện triết lý của ông về kiến trúc Hữu cơ, thiết kế các cấu trúc hài hòa với khoa học nhân văn và môi trường xung quanh. Công trình của Wright có ảnh hưởng mang tầm quốc tế đến sự phát triển kiến trúc trong thế kỷ 20.

## Đề cử
Thông qua những nỗ lực của Ủy ban bảo vệ Frank Lloyd Wright, một tổ chức phi lợi nhuận thì bộ sưu tập ban đầu được đưa vào Danh sách di sản thế giới dự kiến vào năm 2008 bao gồm 10 tòa nhà của Wright. Sau đó, danh sách này tăng lên 11 vào năm 2011 nhưng cuối cùng thì Tháp nghiên cứu và Tòa nhà quản trị S. C. Johnson & Son Inc. ở Racine, Wisconsin cuối cùng đã bị gỡ bỏ.
Vào tháng 12 năm 2018, một đề xuất sửa đổi đã được đệ trình với danh sách còn 8 công trình sau khi Tháp Price ở Bartlesville, Oklahoma và Trung tâm hành chính Quận Marin ở San Rafael, California được gỡ ra khỏi danh sách. Tháng 6 năm sau, Hội đồng Di tích và Di chỉ Quốc tế đã đưa ra những tín hiệu tích cực và ngay sau đó một tháng, các công trình đã chính thức được UNESCO công nhận là Di sản thế giới.

## Danh sách
Tám tòa nhà đại diện của Wright được công nhận là Di sản thế giới được thiết kế vào nửa đầu thế kỷ 20. Tòa nhà đầu tiên là Đền thờ Unity được hoàn thành vào năm 1908 và công trình cuối cùng là Bảo tàng Guggenheim, mặc dù thiết kế của nó bắt đầu vào những năm 1940 và được hoàn thành vào năm 1959, năm mà Wright qua đời.
| Hình ảnh | ID          | Tên                             | Vị trí                  | Mô tả | Tọa độ                                                | Khu vực tài sản [Vùng đệm]                              |
| -------- | ----------- | ------------------------------- | ----------------------- | --- | ----------------------------------------------------- | ------------------------------------------------------- |
|          | 1496rev-001 | Đền thờ Unity                   | Oak Park, Illinois      | Hoàn thành năm 1908, đền thờ chưa từng có này đã sử dụng bê tông cốt thép theo những cách mới lạ, tạo ra một không gian tràn ngập ánh sáng với những "sắc màu của thiên nhiên". Việc sử dụng vật liệu đơn lẻ này đã khiến nó được coi là "tòa nhà hiện đại" đầu tiên trên thế giới. | 41°53′18″B 87°47′48″T / 41,88833°B 87,79667°T         | 0,167 ha (0,41 mẫu Anh) [10,067 ha (24,88 mẫu Anh)]     |
|          | 1496rev-002 | Nhà Frederick C. Robie          | Chicago, Illinois       | Ngôi nhà gia đình đơn lẻ này được xây dựng vào năm 1910 được coi là một kiệt tác của trường kiến trúc Prairie. Nó rộng, được trát vữa các đường nằm ngang; thấp, mái dầm hẫng với mái hiên nhô ra; và một sàn mở bên trong,... nó là công trình tiêu biểu cho mục đích của Wright là thiết kế các cấu trúc hài hòa với thiên nhiên." Đây là một đóng góp đáng kể cho khái niệm mang thiên nhiên vào trong nhà với 175 cửa sổ và cửa ra vào có kính, thiết kế "trừu tượng hóa các hình dạng hữu cơ". | 41°47′23,4″B 87°35′45,3″T / 41,78333°B 87,58333°T     | 0,130 ha (0,32 mẫu Anh) [1,315 ha (3,25 mẫu Anh)]       |
|          | 1496rev-003 | Taliesin                        | Spring Green, Wisconsin | Bắt đầu vào năm 1911 và chưa bao giờ thực sự kết thúc, Taliesin đã trở thành nhà, xưởng vẽ và trường kiến trúc của Wright. Ông đã xây dựng trên khu đất rộng lớn ở một sườn núi để trở thành "'ngọn đồi" chứ không phải ở trên đó. Đây có lẽ là nghiên cứu dài nhất của ông về lý thuyết kiến trúc Hữu cơ và Trường Prairie. | 43°08′30″B 90°04′15″T / 43,14153°B 90,07091°T         | 4,931 ha (12,18 mẫu Anh) [200,899 ha (496,43 mẫu Anh)]  |
|          | 1496rev-004 | Nhà Hollyhock                   | Los Angeles, California | Nhiệm vụ đầu tiên của Wright tại Los Angeles, nhà Hollyhock được xây dựng từ 1918-1921 dự định là một phần của một tổ hợp nghệ thuật và nhà hát tại Đông Hollywood được xây dựng gần thời điểm kinh doanh phim ảnh Nam California đang diễn ra. Công việc của Wright và những người học việc trẻ tuổi của ông đã trở thành bàn đạp cho cái được gọi là Chủ nghĩa Hiện đại California. Cấu trúc tích hợp liền mạch trong nhà với khu vườn ngoài trời và không gian sống. | 34°05′59,85″B 118°17′40,61″T / 34,08333°B 118,28333°T | 4,608 ha (11,39 mẫu Anh) [13,986 ha (34,56 mẫu Anh)]    |
|          | 1496rev-005 | Fallingwater                    | Mill Run, Pennsylvania  | Được xây dựng như một ngôi nhà mùa hè vào năm 1935, Fallingwater mô phỏng những ý tưởng về kiến trúc hữu cơ của Wright. Được đặt như thể "nổi" trên dòng suối và thác nước, các sân thượng bằng đá và không gian bê tông cốt thép hình học của nó hòa quyện với các thành tạo đá tự nhiên của cảnh quan tự nhiên. Wright muốn cặp vợ chồng ủy thác công việc cho ông không chỉ nhìn ra con suối trên khu đất mùa hè của họ mà còn "sống với thác nước... như một phần không thể thiếu trong cuộc sống của họ". Các Viện Kiến trúc sư tại Hoa Kỳ đã gọi Fallingwater là công việc toàn thời gian tốt nhất của kiến trúc Mỹ. | 39°54′22″B 79°28′5″T / 39,90611°B 79,46806°T          | 11,212 ha (27,71 mẫu Anh) [282,299 ha (697,58 mẫu Anh)] |
|          | 1496rev-006 | Nhà Herbert và Katherine Jacobs | Madison, Wisconsin      | Được xây dựng trong cuộc Đại suy thoái, những ý tưởng cho Nhà Jacobs (1937) nảy sinh từ ý tưởng quy hoạch đô thị của Wright, nơi sẽ cung cấp một nhà ở cộng đồng giá rẻ được xây dựng tốt cho một gia đình. Wright ban đầu gọi nó là Usonia, một từ được đặt ra vào đầu những năm 1900 cho "người Mỹ". Công việc gói gọn trong phạm vi ngân sách dưới 5000 đôla, Wright đã sử dụng thiết kế mở không gian chức năng, sử dụng gỗ, gạch, bê tông màu và cửa sổ lớn để phù hợp với một cảnh quan của khu phố nhỏ. | 43°3′31″B 89°26′29″T / 43,05861°B 89,44139°T          | 0,139 ha (0,34 mẫu Anh) [1,286 ha (3,18 mẫu Anh)]       |
|          | 1496rev-007 | Taliesin West                   | Scottsdale, Arizona     | Năm 1937, Wright bắt đầu xây dựng ngôi nhà nghỉ đông, xưởng vẽ và trung tâm nghiên cứu kiến trúc ở chân đồi của dãy núi McDowell ở Arizona. Tài sản được thiết kế bởi Wright và các sinh viên của ông, được xây dựng bằng gỗ, đá có nguồn gốc địa phương và hỗn hợp bê tông cát. Taliesin West được thiết kế trong cảnh quan với các phòng trong nhà và ngoài trời chồng chéo, một khu vườn hình tam giác với những loài thực vật bản địa và hồ bơi hình tam giác. | 33°36′22,8″B 111°50′45,5″T / 33,6°B 111,83333°T       | 4,285 ha (10,59 mẫu Anh) [198,087 ha (489,48 mẫu Anh)]  |
|          | 1496rev-008 | Bảo tàng Solomon R. Guggenheim  | New York, New York      | Công việc của Wright cho Quỹ Guggenheim trong những năm 1940 và những năm 1950 đã tái hiện một tòa nhà bảo tàng hiện đại như là nơi tương tác với nghệ thuật bên trong nó. Wright cũng nghĩ rằng, điều quan trọng là đặt bảo tàng đối diện với các khu vực thiên nhiên của Công viên Trung tâm và kết hợp các hình thức tự nhiên phá cách trong cấu trúc xoắn ốc. | 40°46′59″B 73°57′32″T / 40,782975°B 73,958992°T       | 0,251 ha (0,62 mẫu Anh) [2,164 ha (5,35 mẫu Anh)]       |